# 瓦拉兹达特·拉拉扬
瓦拉兹达特·拉拉扬（1999年5月1日—），亚美尼亚男子举重运动员，2021年世界举重锦标赛男子109公斤以上级银牌得主、2022年世界举重锦标赛男子109公斤以上级铜牌得主、2023年世界举重锦标赛男子109公斤以上级银牌得主、2024年夏季奥林匹克运动会男子102公斤以上级银牌得主。